# شین لیم
شین لیم (متولد سپتامبر ۲۵، ۱۹۹۱) شعبده باز کانادایی ـ آمریکایی و برندهٔ فصل ۱۳ مسابقات آمریکا استعداد دارد می‌باشد. تخصص اصلی شین لیم تردستی با استفاده از کارت‌های بازی می‌باشد. همچنین معمولاً تردستی‌های وی با سکوت وی و همراه با موسیقی‌های متناسب با تردستی انجام می‌شود. شین لیم برندهٔ فدراسیون بین‌المللی انجمن‌های سحر و جادو در سال ۲۰۱۵ در بخش کارت‌های بازی می‌باشد. همچنین شین لیم در برنامهٔ پن و تلر: حماقت ما در دو فصل اجرا داشت. همچنین وی مبتلا به بیماری نشانگان مجرای مچ دستی می‌باشد. شین لیم از نوادگان قوم هان در چین می‌باشد. شین لیم به‌عنوان برندهٔ آمریکا استعداد دارد: قهرمانان لقب قهرمان قهرمانان و استعداد برتر استعدادیابی جهان را به‌دست‌آورد.

## آغاز زندگی
لیم دومین فرزند از سه فرزند والدین متولد سنگاپور است. او از نژاد هان چینی است. لیم در ونکوور متولد شد، جایی که پدرش در حال تکمیل تحصیلات تکمیلی بود. خانواده لیم در سن ۲ سالگی به سنگاپور بازگشتند و از ۱۱ سالگی به اکتون، ماساچوست نقل مکان کردند. لیم در دبیرستان منطقه ای Acton-Boxborough تحصیل کرد. از همان ۹ سالگی، لیم به موسیقی علاقه نشان داد. مادربزرگش در ابتدا به او ویولون داده بود، اما او از این کار ناامید شد و پس از یک جلسه تمرین آن را خرد کرد و به پیانو روی آورد. لیم پس از فارغ‌التحصیلی از دبیرستان، در مدرسه موسیقی دانشگاه لی در تنسی تحصیل کرد، و در آنجا دو رشته پیانو و ارتباطات راه دور را اخذ کرد و عضو گروه اتحادیه کرال بود.

## زندگی شخصی
لیم در نزدیکی بوستون، ماساچوست زندگی می‌کند و تابعیت کانادایی و آمریکایی را دارد. او با کیسی توماس، که در طول تور ماکائو در سال ۲۰۱۵ ملاقات کرده بود، نامزد شد. گروه‌ها به صورت خانوادگی با هم مخلوط شدند. این دو در ۱۹ اوت ۲۰۱۹ ازدواج کردند.

## زندگی حرفه‌ای
در کنار موسیقی، لیم در سالهای جوانی خود به جادو علاقه داشت. برادر بزرگترش، یی، یک ترفند ساده کارت به او نشان داده بود و وقتی لیم از او پرسید که چطور این کار انجام شد، برادرش به او گفت که این موضوع را در YouTube جستجو کند. لیم به فیلمهای موجود در آنجا پرداخت و چندین ترفند را به خودش آموخت. همان‌طور که شروع به پیشرفت مهارت‌های خود کرد، ترفندهای خود را توسعه داد و از YouTube به عنوان بستری برای نمایش عملکرد و تکنیک خود استفاده کرد. لیم به عنوان بخشی از الهام از جادو، ویژه برنامه‌های تلویزیونی اولیه دیوید بلین را به حساب آورد، که از اجرای صحنه‌های بزرگ به ترفندهای ساده اما مؤثر مانند جادوی کارت دور شد.
در سال ۲۰۱۱، در سن ۲۰ سالگی، لیم با سندرم تونل کارپ تشخیص داده شد. از آنجا که دانشکده موسیقی لی از وی می‌خواست تا ۲۰ ساعت در هفته را به تمرین پیانو اختصاص دهد، مجبور شد بین موسیقی و حرفه جادویی خود یکی را انتخاب کند. او تصمیم گرفت که اشتیاق خود را در جادو حفظ کند، و ابتدا یک برنامه‌ریزی شده برای یک سال برنامه‌ریزی شده از مدرسه را انجام دهد. لیم همچنان به ساختن ترفندها و تولید فیلم‌های یوتیوب از جادوی خود و همچنین ایجاد ترفندهایی برای فروش به طرفداران علاقه‌مند ادامه داد.

## مسابقه استعدادیابی
تولیدکنندگان America's Got Talent پس از حضور در سال ۲۰۱۵ در Fool Us با لیم تماس گرفته شده بودند تا علاقه خود را برای اجرای برنامه مشاهده کنند، اما در ابتدا او این کار را رد کرد زیرا فقط یک عمل مهم داشت که می‌توانست انجام دهد. تا سال ۲۰۱۷ پس از دومین حضورش در Fool Us، لیم احساس کرد که برای حضور در America's Got Talent آماده است، و همچنین نامزدش کیسی توماس، یک رقصنده و دستیار یک شعبده باز دیگر هنگامی که او را ملاقات کرد، تشویق شد. توماس لیم را تشویق کرد و از کار خودش برای بهبود کارهای روزمره او مشاوره ای ارائه کرد. لیم برای سیزدهمین دوره نمایش انتخاب شد و در ۱۹ سپتامبر ۲۰۱۸ به عنوان برنده معرفی شد. علاوه بر جایزه ۱ میلیون دلاری، لیم یک عنوان اصلی در تئاتر پاریس در پاریس لاس وگاس خواهد بود. اجراهای وی در حین مسابقه، اگرچه از تغییرات کلاهبرداری‌های خود استفاده می‌کرد، شامل گفتگوها و جنبه‌های دیگر بود، به عنوان مثال نشان دادن اندکی از سابقه پیانیست خود را برای نمایش نهایی خود. لیم گفت که یکی از داوران برنامه، سایمون کاول، پس از عمل در مرحله یک چهارم نهایی به او توصیه کرد که باید شخصیت بیشتری از خود نشان دهد و اگر فرصتی می‌خواست لازم است از جدول کارت عقب برود و عناصر بزرگتری را به نمایش خود اضافه کند برنده شدن. پس از آن او برای شرکت در اولین فصل America's Got Talent: The Champions، که بلافاصله پس از پیروزی در سیزدهمین دوره سال ۲۰۱۸ فیلمبرداری خود را آغاز کرد، دعوت شد و وی دارک لین، قهرمان رقابت و قهرمان فصل ۱۲ آمریکا را کنار زد.

## تکنینک
لیم رویکرد خود به سحر و جادو را بیشتر یک نمایش هنری توصیف می‌کند، نه تلاش برای فریب مردم. «من سعی می‌کنم چشم‌انداز جادوی کارت را تغییر دهم - تا آن را هنری تر، بصری تر کنم.» ترفندها. لیم اقدام خود را با فیلم Inception مقایسه می‌کند از این حیث که هنری است اما در دسترس توده‌ها نیز قرار دارد. او همچنین رویکرد جادویی خود را شبیه نواختن پیانو دانست، زیرا بیشتر جادوی او شامل مفاهیم مشابهی از زمان و هماهنگی است. لیم گفت که بیشتر ترفندهای او مربوط به تعویض کارت است، اما انجام سوئیچ یا به روشی است که بینندگان نمی‌توانند محل وقوع سوئیچ را ببینند، یا به روشی که سوئیچ را کاملاً پنهان کند. برای رسیدن به این هدف، او خودش را ضرب و شتم‌های خود را ضبط می‌کند و سپس آنها را با حرکت آهسته بازی می‌کند تا به دنبال لحظه‌هایی که این ترفند را دور می‌کند، باشد، زیرا آگاه است که طرفداران او در YouTube نیز فیلم‌های آهسته را برای گرفتن او پخش می‌کنند. لیم همچنین اظهار داشت که ممکن است از کارتهای مخصوص کارت، از جمله کارتهای خالی و عرشه‌هایی با اتمام ویژه که دستکاری کارتها را برای او آسان می‌کند، استفاده کند، اما این عرشه‌ها را در غیر این صورت تقلب نمی‌کند.